# Château de Brassac (Tarn-et-Garonne)
Pour les articles homonymes, voir Château de Brassac.
Le château de Brassac est un château-fort situé à Brassac, en Tarn-et-Garonne, en région Occitanie (France). Construit au XIIe siècle, c'est alors une véritable forteresse qui a participé à tous les grands événements ayant touché le Languedoc jusqu'au XVIIIe siècle

## Histoire
Le château de Brassac est mentionné au XIIe siècle, comme étant le siège d'une baronnie, et appartient alors à la famille de Planels, vassaux du duc d'Aquitaine. Néanmoins, il se trouve sur des terres étant sous la juridiction du comte de Toulouse, et c'est peut-être pour écarter ces seigneurs ne lui étant pas vassaux, que le comte Raymond V de Toulouse rachète l'édifice en 1190, à Raymond de Planels. Ce n'est alors qu'un simple donjon protégé par un fossé qu'il confie à la garde de Durand Mercader, un de ses capitaines routiers. Le roi anglais Henri II contrôle une grande partie du Sud-Ouest, et Raymond V est contraint de lui rendre hommage pour la forteresse, qui sera même occupée quelque temps par Richard Cœur de Lion. Néanmoins, son fils, Raymond VI, rejette la tutelle anglaise après les succès français contre les Anglais d'Aquitaine. 
Après les événements de la croisade des albigeois, la seigneurie de Brassac est rattachée à l'évêque de Cahors, puis au nouveau comte de Toulouse Alphonse de Poitiers. Lorsque ce dernier meurt sans héritier, les seigneurs de Brassac doivent rendre hommage au roi de France. Néanmoins, Bertrand de Galard, chef de la famille de Galard et propriétaire de lieux, rend hommage au roi d'Angleterre Henri III puis Édouard Ier, en 1266 et 1291. Nous sommes au XIIIe siècle, et le château est alors fortifié, avec la construction d'un puits, d'un mur d'enceinte ceinturant la colline, ainsi qu'une palissade de bois renforçant ce dispositif. 
Au cours de la guerre de Cent Ans, les Galard de Brassac se rallient tout d'abord aux Anglais, avant de rejoindre le camp français. Le château sera alors pris par les Anglais en 1346, puis en 1356, lors de la chevauchée du Languedoc avec un raid mené par le célèbre capitaine John Chandos.[réf. souhaitée]
En 1508, la famille de Galard de Brassac, toujours en possession du château, prend le nom de famille de Galard de Béarn de Brassac, à l'occasion du mariage de François de Galard de Brassac et de Jeanne de Béarn. Au cours du même XVIe siècle, des soldats huguenots prennent l'édifice durant les guerres de Religion, alors que Jean III de Galard est chargé de défendre Lauzerte. En 1609, les seigneurs de Brassac deviennent comtes, avec l'érection en comté de la seigneurie par Henri IV. 
A la Révolution française, la famille de Galard est spoliée de ses droits, et le château incendié. La famille parvient néanmoins à le racheter et à le restaurer quelques années plus tard. En 1891, après une déroute financière des propriétaires, ceux-ci le vendent à Pierre Chabrié, député, mort en 1899, auquel succède son fils, Adrien Chabrié, également député, mort en 1926. La famille Chabrié sauve l'édifice de la ruine. En 1997, Madame de La Baume offre la bâtisse à Gilles de Galard de Béarn de Brassac, descendant direct des anciens propriétaires. Il est aujourd'hui ouvert aux visites.

### Protection
Le château de Brassac est inscrit au titre de monument historique depuis un arrêté du 9 décembre 1926, puis classé depuis un arrêté du 9 octobre 1979.

## Architecture
Le château de Brassac se compose d'un grand quadrilatère de 40 mètres de côté, flanqué de quatre tours circulaires. Cette partie, datant des XIIe et XIIIe siècles, a été rasée à la Révolution, ne laissant que la forme de l'ancien bâtiment au sol, et les soubassements. Ceux-ci abritent trois salles de gardes voûtées, avec un accès par des galeries et escaliers. Malgré l'arasement des tours et des courtines, demeurent des murs de 2 à 3 mètres d'épaisseur, pour une dizaine de mètres de haut, ainsi qu'un ensemble de meurtrières et canonnières. Néanmoins, par-dessus ces soubassements, le corps de logis datant du début du XIVe siècle et construit par-dessus l'emplacement du donjon du XIIe siècle, a été conservé à la Révolution, malgré le fait qu'il ait été incendié. Il comprend aussi de nombreux ajouts du XVe siècle comme différentes fenêtres, ainsi qu'une tour polygonale conservant un escalier à vis.
L'accès au château se fait par un pont en pierre, qui remplace un antique pont-levis permettant le passage au-dessus de douves sèches, dont une grande partie est aujourd'hui comblée. A proximité du château, on trouve la motte castrale d'un premier château, ainsi que des vestiges de fortifications.

## Galerie

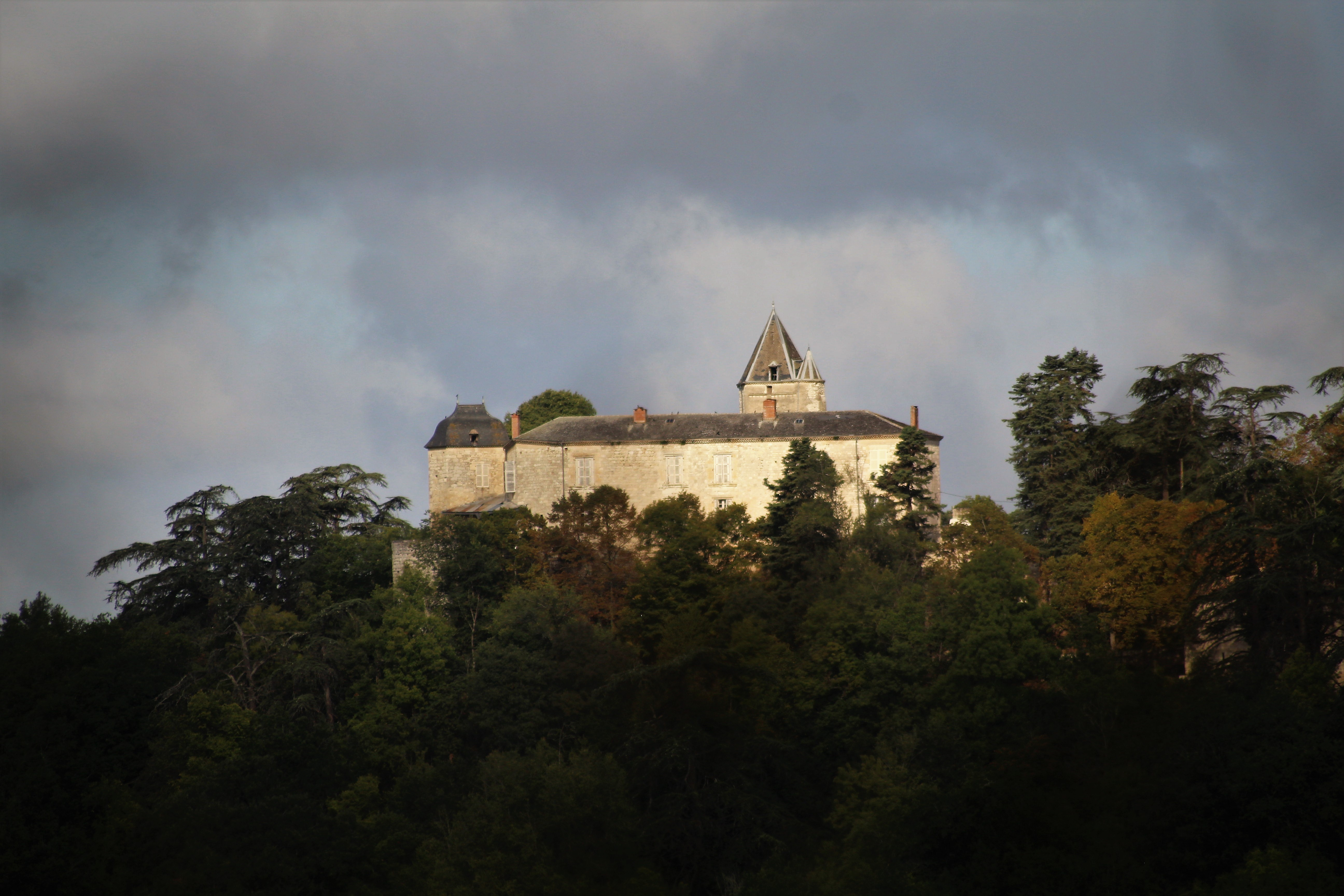